# Avenamiento
Avenamiento es un término utilizado en el ámbito de la ingeniería hidráulica y la gestión del agua para referirse al proceso de evacuación o desagüe de aguas pluviales, aguas residuales o aguas subterráneas desde un terreno, infraestructura o sistema, con el objetivo de evitar inundaciones, encharcamientos o daños estructurales. El avenamiento puede realizarse de forma natural o mediante sistemas artificiales, como redes de drenaje, canales, alcantarillado o bombas hidráulicas.

## Tipos
Existen varios tipos de avenamiento según su finalidad o método:
- Avenamiento superficial: consiste en recoger y evacuar el agua que discurre por la superficie del terreno, mediante cunetas, canales o colectores.
- Avenamiento subterráneo: se realiza con drenes y tuberías perforadas para evacuar el agua acumulada en el subsuelo, evitando la saturación del terreno.
- Avenamiento agrícola: mejora las condiciones de cultivo al evitar el exceso de agua en los campos, especialmente en zonas con alto nivel freático.
- Avenamiento urbano: forma parte del diseño de infraestructuras urbanas, contribuyendo a la gestión sostenible del ciclo urbano del agua.

## Aplicaciones
El avenamiento es esencial en el diseño de carreteras, ferrocarriles, aeropuertos, zonas agrícolas y núcleos urbanos. Un sistema deficiente de avenamiento puede provocar la aparición de socavones, erosión, colapso estructural o inundaciones recurrentes.
En España, los planes urbanísticos y de protección contra inundaciones suelen incorporar estudios hidrológicos que incluyen el análisis del avenamiento como elemento clave en la planificación territorial. Un ejemplo destacado es el Plan Integral Contra Inundaciones de la Comunidad Valenciana, que contempla el avenamiento como uno de los pilares en la mejora de la resiliencia urbana.